# Asociación Nacionalsocialista de Médicos Alemanes

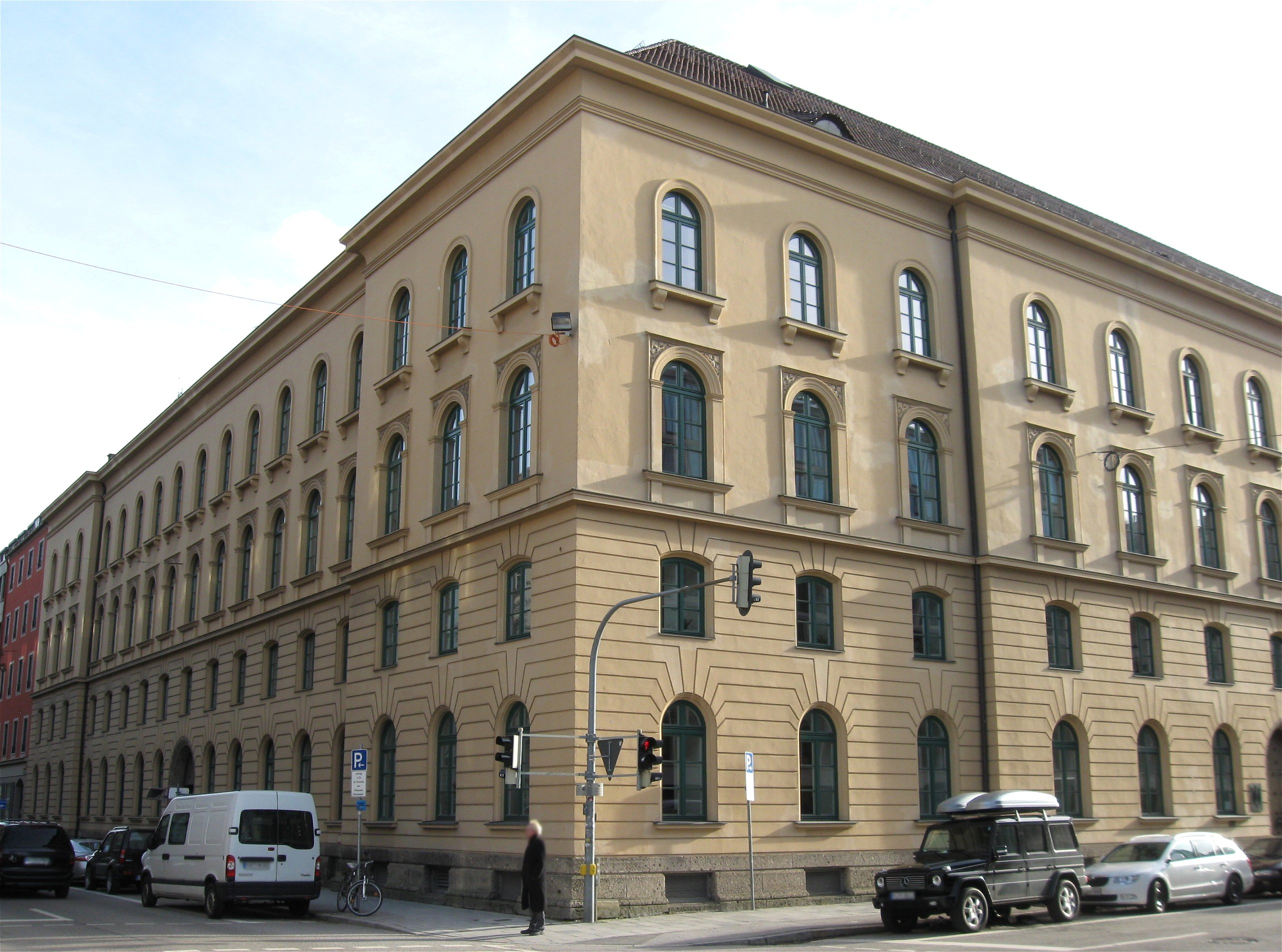
Sede de la NSDÄB.

La Asociación Nacionalsocialista de Médicos Alemanes (en alemán: Nationalsozialistischer Deutscher Ärztebund, NSDÄB, también: NSD-Ärztebund) fue la organización médica y, a continuación, tras las SA y SS, la tercera organización de combate del NSDAP. Su última sede estuvo en Múnich, en la Karlstraße 21.
La NSDÄB fue fundada en el Reichsparteitag el 3 de agosto de 1929 por iniciativa del doctor y editor de Ingolstadt, Ludwig Liebl. También se desempeñó como presidente durante tres años. La autocomprensión de la NSDÄB no era la de una representación profesional, sino de una organización de combate. Como tal, desarrolló los fundamentos "científicos" esenciales de la política de salud nacionalsocialista, que culminaron en la higiene racial con la "destrucción de una vida indigna".
La NSDÄB siguió en su estructura organizativa la estructura del NSDAP. Desde 1932 Gerhard Wagner fue líder de la NSDÄB, en 1934 recibió el título de Líder Médico del Reich. Hizo cumplir el riguroso Gleichschaltung de las asociaciones médicas en 1935 y participó en el borrador de las Leyes de Núremberg; Hitler desactivó el borrador del NSDÄB, pero en vísperas de la ley, una vez más, fue crucial. Por lo tanto, la separación obligatoria de los "matrimonios mixtos" y la prohibición de los matrimonios también deben formar parte de las leyes para los "cuartos de judíos", que se cancelaron después de la intervención de Hitler. Después de la repentina muerte de Wagner en 1939 a la edad de 51 años, Leonardo Conti asumió su cargo. La NSDÄB cesó sus actividades durante la guerra el 13 de octubre de 1942, cuando tenía alrededor de 46.000 miembros. Con la Ley N.º 2 del Consejo de Control del 10 de octubre de 1945, la NSDÄB fue prohibido por el Consejo de Control Aliado y su propiedad fue confiscada.
Conti, quien sería responsable de su participación en la Aktion T4 nazi en los juicios de Núremberg, se ahorcó en octubre de 1945 en su celda de la prisión.

## Médicos del Reich
- Gerhard Wagner (1888-1939), médico alemán, "Médico del Reich" (1934-1939)
- Hans Deuschl (1891-1953), médico alemán, "Médico Adjunto del Reich" (1933-1939)
- Leonardo Conti (1900-45), médico alemán-suizo, "Guía de la Salud del Reich" (1939-agosto de 1944)
- Kurt Blome (1894-1969), médico alemán, "Diputado Líder de Salud del Reich" (1939-probablemente 1945)